# 1934 год в истории метрополитена
В этой статье перечисляются основные  события из истории метрополитенов в 1934 году. Полужирным шрифтом выделены открытия новых транспортных систем.

## События
- 15 мая — открыта станция Нёррепорт Копенгагенского метрополитена.
- 24 марта — линия 1 Парижского метро продлена до станции «Шато-де-Венсен», находящейся около Венсенского замка.
- В мастерской А. С. Никольского разработан проект метро (подземного трамвая) для Крестовского острова.